# Toast to Our Differences (singolo)
Toast to Our Differences è un singolo del gruppo musicale britannico Rudimental, pubblicato il 25 maggio 2018 come terzo estratto dall'album omonimo.

## Descrizione
Traccia d'apertura dell'album, il brano ha visto la partecipazione vocale della cantante zimbabwese Shungudzo, del cantante giamaicano Protoje e  del cantante britannico Hak Baker.
Il 12 giugno il gruppo ha pubblicato una versione remix che ha coinvolto Jaykae e Cadet.

## Video musicale
Il video, girato a Londra, è stato reso disponibile in concomitanza con il lancio del singolo attraverso il canale YouTube del gruppo.

## Tracce
Download digitale
1. Toast to Our Differences (feat. Shungudzo, Protoje & Hak Baker) – 4:14

Download digitale – remix
1. Toast to Our Differences (feat. Jaykae, Cadet & Shungudzo) (Remix) – 2:38